# Žarko Marković
Žarko Marković (Cetinje, 1986. június 1. –) montenegrói származású katari válogatott kézilabdázó.

## Pályafutása

### Klubcsapatokban
A 201 centiméter magas és 97 kg-os jobbátlövő 2006 és 2009 között játszott a magyar bajnokságban szerelő Veszprém játékosa volt. Kétszert nyert a csapattal bajnoki címet és Magyar Kupát, a 2007–2008-as idényben pedig a Kupagyőztesek Európa-kupáját. A 2010-2011-es idény előtt a macedón Metalurg Szkopje szerződtette. Bajnoki címet nyert a klubbal és a Bajnokok Ligájában is szerepelt, ott 62 gólt szerzett.
2012 nyarától a német Bundesliágban kézilabdázott, előbb a Frisch Auf Göppingen, majd a HSV Hamburg színeiben. 2014 júniusában szerződött Katarba, miután a Hamburgnál felbontották a szerződését, az el-Dzsaísz csapatában folytatta pályafutását. 2017-ben visszatért Európába és a horvát RK Zagreb játékosa lett.

### A válogatottban
Žarko Marković 2013 decemberéig a montenegrói válogatottban harminc alkalommal lépett pályára. 2014 októberében bejelentette, hogy a 2015-ös férfi kézilabda-világbajnokságon már Katar színeiben szerepel. A tornán ezüstérmet szerzett a csapattal és beválasztották az All-Star csapatba. 2016-ban Ázsia-bajnokságot nyert és szerepelt a riói olimpián. 

## Statisztikája a német Bundesligában
| Szezon    | Csapat               | Bajnokság  | Mérkőzés | Gól | Gól hétméteresből | Akciógól |
| --------- | -------------------- | ---------- | -------- | --- | ----------------- | -------- |
| 2012–13   | Frisch Auf Göppingen | Bundesliga | 26       | 128 | 27                | 101      |
| 2013–14   | HSV Hamburg          | Bundesliga | 34       | 91  | 0                 | 91       |
| 2012–2014 | Összesen             | Bundesliga | 60       | 219 | 27                | 182      |